# Bernard d'Harcourt
Pour les articles homonymes, voir d'Harcourt.
Pierre, Louis, Bernard comte d’Harcourt, puis marquis d'Harcourt, est un homme politique français né le 20 août 1842 à Paris et décédé le 8 avril 1914 à Paris.

## Famille
Il est le fils de Georges d'Harcourt-Olonde (1808-1883), marquis d'Harcourt, ambassadeur de France à Vienne et à Londres, et le frère d'Emmanuel d'Harcourt (1844-1928), vicomte d'Harcourt, secrétaire général de la présidence de la République.

## Biographie
Entré à l'école militaire de Saint-Cyr en 1862, il en sort sous-lieutenant de chasseurs. Officier d'ordonnance du maréchal de Mac-Mahon, il fait toute la guerre de 1870 à ses côtés. Il est fait prisonnier à Sedan et détenu jusqu'à la fin de la guerre.
Le 2 juillet 1871, il est élu représentant du Loiret, et siège au centre-droit. Il s'efforce de favoriser la restauration monarchique, tout en appuyant le comte de Paris, dont il est proche.
En septembre 1875, il est promu lieutenant-colonel.
Il est battu en 1876 et 1877 comme candidat du maréchal de Mac-Mahon, et quitte alors la vie politique, tout en continuant à servir la famille d'Orléans.
il est l'auteur de plusieurs ouvrages :
- Preuves historiques et généalogiques de la Maison de Harcourt, par dom Lenoir, publiées par M. le marquis d'Harcourt, avec une lettre de M. Léopold Delisle, Paris, Champion, 1907.
- Souvenirs d'Amédée, marquis d'Harcourt, Orléans, 1910.

## Distinctions
- Chevalier de la Légion d'honneur (2 juin 1870)[1]

## Mariage et descendance
Le marquis d'Harcourt épouse à Paris le 27 septembre 1871, Marguerite de Gontaut-Biron (1850-1953), fille d'Etienne de Gontaut-Biron, comte de Biron, et de Charlotte Marie de Fitz-James. De ce mariage, sont issus : 
- Etiennette d'Harcourt (1873-1887) ;
- Monique d'Harcourt (1875-1957), mariée en 1912 avec le comte Bruno de Boisgelin (1859-1933), sans postérité ;
- Hélène d'Harcourt (1877-1965), mariée en 1899 avec Jean, marquis de Montholon Sémonville, prince d'umbriano del Precetto (1875-1944), dont postérité ;
- Marguerite d'Harcourt (1882-1909), mariée en 1903 avec le prince Albert de Broglie (1876-1922), dont postérité ;
- Etienne, marquis d'Harcourt (1884-1970), marié en 1914 avec Marie de Curel (1892-1982), dont postérité ;
- Amélie d'Harcourt (1888-1989), mariée en 1911 avec Henri Picot, vicomte de Vaulogé (1879-1916), sans postérité ;
- Marie-Amélie d'Harcourt (1891-1981), mariée en 1919 avec sir Alec Edward Balfour (1880-1970), dont postérité.

## Pour approfondir

### Sources
1. ↑  « Recherche - Base de données Léonore », sur www.leonore.archives-nationales.culture.gouv.fr (consulté le 8 novembre 2023)

- « Bernard d'Harcourt », dans Adolphe Robert et Gaston Cougny, Dictionnaire des parlementaires français, Edgar Bourloton, 1889-1891 [détail de l’édition] [texte sur Sycomore]
- Georges Martin, Histoire et Généalogie de la Maison d'Harcourt, 3° éd., 2013 Tome 1, p. 182-195.